# Бидестроф
Бидестроф (фр. Bidestroff) насеље је и општина у североисточној Француској у региону Лорена, у департману Мозел која припада префектури Шато Сален.
По подацима из 2011. године у општини је живело 125 становника, а густина насељености је износила 15,72 становника/km². Општина се простире на површини од 7,95 km². Налази се на средњој надморској висини од 240 метара (максималној 275 m, а минималној 210 m).

## Демографија
| 1962. | 1968. | 1975. | 1982. | 1990. | 1999. | 2011. |
| ----- | ----- | ----- | ----- | ----- | ----- | ----- |
| 143   | 146   | 110   | 104   | 128   | 145   | 125   |

График промене броја становника у току последњих година